# Bartolomeo Montagna

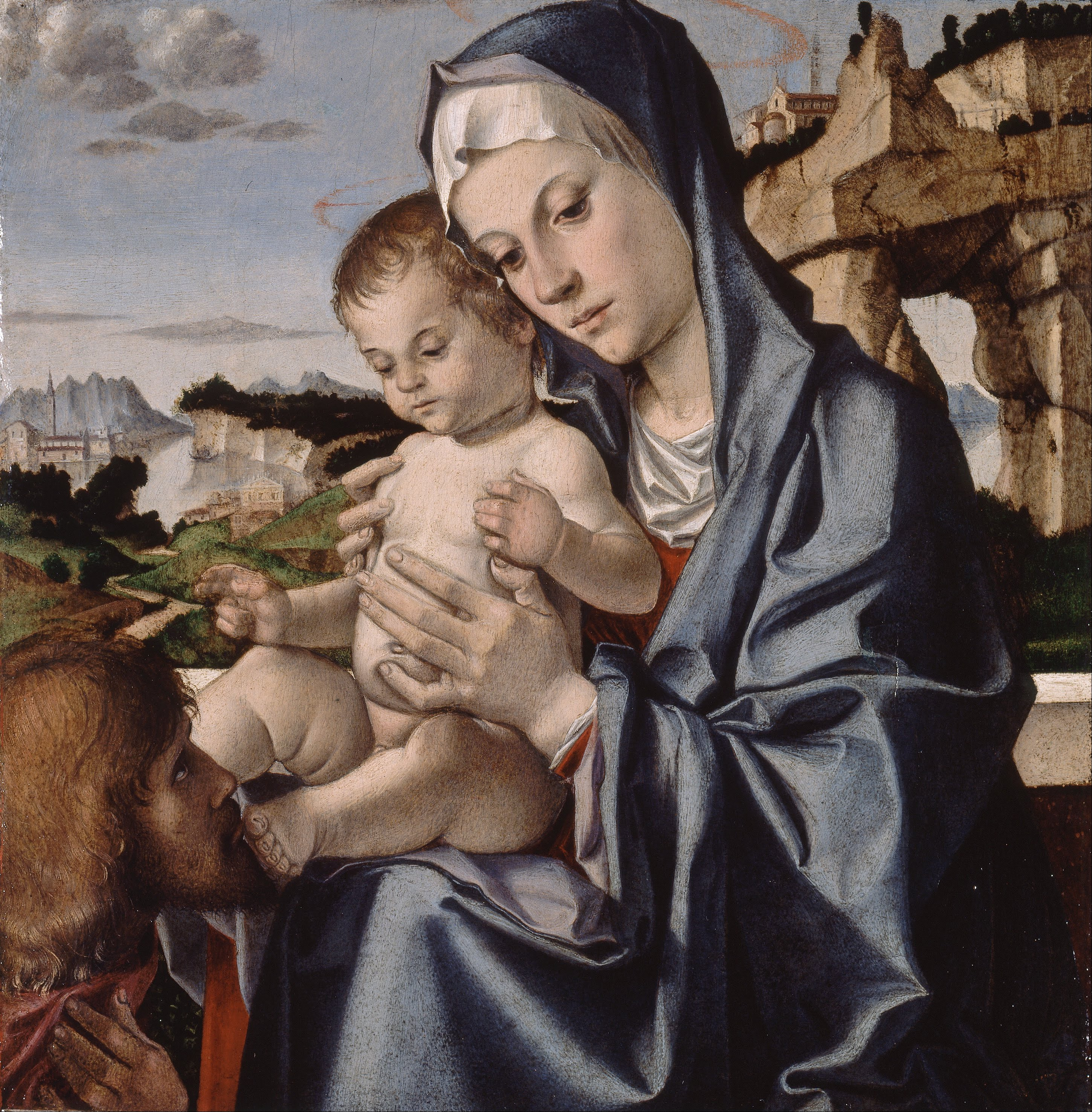
Mare de Déu amb l'Infant i sant adorant (1483, Liverpool).

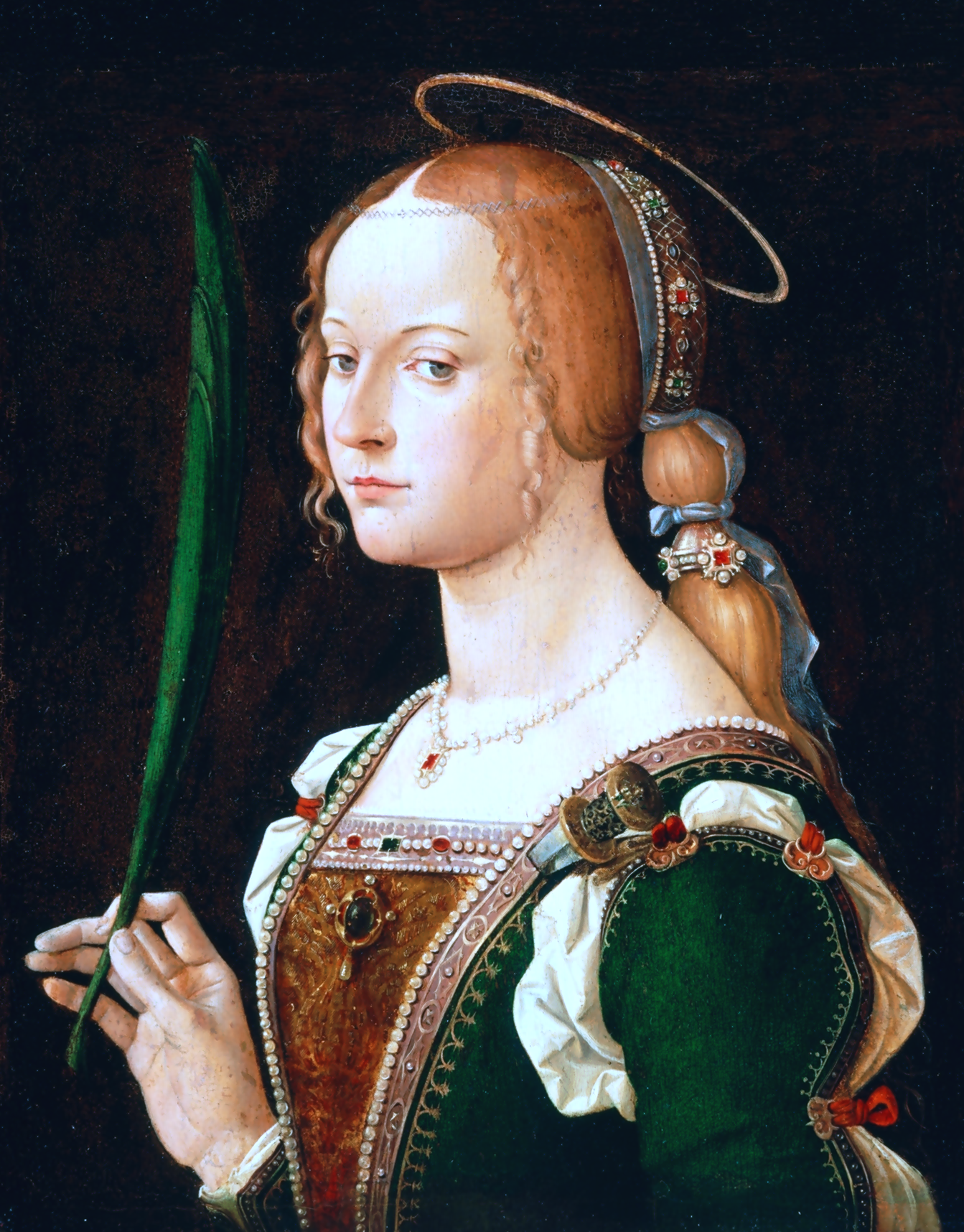
Santa Justina de Pàdua (c. 1490, fragment d'un retaule, Metropolitan Museum of Art Nova York).

Bartolomeo Cincani, més conegut com a Bartolomeo Montagna (Orzinuovi, circa 1450 - Vicenza, 11 d'octubre de 1523) va ser un pintor i arquitecte italià que va viure i va treballar durant el Renaixement.

## Biografia
Fill d'Antonio Cincani di Orzinuovi, es va traslladar amb la seva família, encara petit a Biron, a la vora de Vicenza, on va viure tota la seva infància i primera joventut. Es va traslladar el 1469 a Venècia, on sembla va treballar en el taller de Giovanni Bellini, perquè el seu estil de les seves obres inicials està molt lligat al del mestre venecià. El 1474 està ja de tornada a Vicenza, on estan documentats encàrrecs per a diverses esglésies de la ciutat (1476 i 1478, obres perdudes). És en aquesta època quan la influència d'Antonello da Messina es fa evident en el seu treball, perquè potser va tenir l'oportunitat de conèixer de primera mà l'obra d'aquest durant la breu estada d'Antonello a Venècia (1474-1475).
Montagna està una altra vegada a Venècia el 1482 per pintar dos llenços amb la Creació i el Diluvi Universal per a la Scuola Grande de San Marco. Aquestes obres van resultar destruïdes posteriorment en un incendi. L'obra de Montagna és una barreja d'influències, a més a més de les de Bellini i Messina, d'altres artistes com les d'Andrea Mantegna o Alvise Vivarini.
A partir del 1500 la seva activitat decreix en quantitat i qualitat, delegant cada vegada més en el seu fill i en el seu taller. Les poques obres d'aquesta època revelen una falta d'interès a qualsevol tipus d'innovació, atenint-se a uns models eminentment quatrocentistes, ja obsolets en aquells dies.
El seu fill Benedetto Montagna va ser pintor i sobretot, gravador. Va seguir fidelment l'estil del seu pare durant tota la seva carrera.

## Obres destacades
- Mare de Déu amb l'Infant (Museu Civico, Belluno)
- Sant Pau (1482, Museu Poldi Pezzoli, Milà)
- Sant Jeroni (1482, Museu Poldi Pezzoli, Milà)
- Mare de Déu amb l'Infant i sant adorant (1483, Walker Art Gallery, Liverpool)
- Retaule de Sant Bartomeu (c. 1485, Museu Civico, Vicenza) 
  - Retaule: Mare de Déu entronitzada amb l'Infant i els sants Bartomeu, Joan Baptista, Agustí i Sebastià amb tres àngels músics
  - Predel·la: Cinc escenes de la Vida de Sant Bartomeu
- Mare de Déu amb l'Infant (c. 1485-1487, National Gallery de Londres)
- Mare de Déu amb l'Infant entre Santa Mònica i Maria Magdalena (1486, Museu Civico, Vicenza)
- Mare de Déu amb l'Infant i els sants Onofre i Joan Baptista] (1488-1489, Pinacoteca Cívica Domèstica, Vicenza)
- Mare de Déu amb l'Infant (c. 1490, National Gallery of Art, Washington D.C.)
- Sant Zenó, Sant Joan Baptista i una santa màrtir (1495, National Gallery de Londres)
- Paisatge amb castell i figures (National Museum of Western Art, Tokyo)
- Mare de Déu entronitzada amb sants i àngels múcics (1498, Pinacoteca de Brera, Milà)
- Sagrada Família (c. 1500, Courtauld Institute of Art, Londres)
- Crist amb la Creu (Museu Civico, Vicenza)
- Sant Jeroni en el desert (c. 1500, Pinacoteca de Brera, Milà)
- Sant Jeroni en el desert (c .1500, Col·lecció Thyssen-Bornemisza)
- Escenes de la Vida de Sant Blas (1504-1506, Sants Nazari i Celso, Verona), decoracions en pintura al fresc.
- Mare de Déu amb l'Infant (c. 1504-1506, National Gallery de Londres)
- Sant Pere beneint i donant (1505, Galeria de l'Acadèmia de Venècia
- Presentació de Jesús en el Temple (c. 1510, Museu Civico, Vicenza)
- [Reconeixement canònic de les restes de les despulles de Sant Antoni (1512, Scuola del Sant, Pàdua)
- Mare de Déu amb l'Infant i Sant Josep (c. 1520, Museu Correr, Venècia)